# Алиев, Замик Баларза оглы
Замик Баларза оглы Алиев (азерб. Zamiq Balarza oğlu Əliyev; род. 25 мая 1950, Баку) — тарист. Народный артист Азербайджана (2007).

## Биография
Замиг Баларза оглы Алиев родился 25 мая 1950 года в Баку (по другим данным в нынешнем Габалинском районе Азербайджана, где работал в то время его отец). Корнями происходит из села Тюркан. В 1957 году поступил в среднюю школу № 132 города Баку. После окончания средней школы в 1968—72 годах получил высшее образование в Институте искусств имени М. А. Алиева.
В 1970 году, ещё учась в институте, был принят в Азербайджанскую государственную филармонию в качестве тариста. Работал таристом филармонии в ансамбле народных инструментов под управлением композитора, заслуженного деятеля искусств Агаси Мешадибекова. В то время он аккомпанировал таким музыкантам как Гаджи Мамедов, Алиага Кулиев, Сарвар Ибрагимов, Хабиб Байрамов, Габиль Алиев, а также таким певцам как Хан Шушинский, Ягуб Мамедов, Абульфат Алиев, Шовкет Алекперова, Сара Кадымова, Теймур Мустафаев, Ниямеддин Мусаев, Сабир Мирзаев, Заур Рзаев.
Во время работы в филармонии гастролировал во многих районах Азербайджана.
После окончания института и службы в армии в 1972—73-х годах, вернулся на работу в Азербайджанскую государственную филармонию. В 1974 году его пригласили в качестве тариста в инструментальный ансамбль «Дан Улдузу» под управлением заслуженного деятеля искусств Гюляры Алиевой.
Первой записанной им песней стала песня Эмина Сабитоглу «Bu gecə» в сопровождении ансамбля «Дан Улдузу». В составе этого коллектива он гастролировал в Сирии, Ливане, Алжире, Швеции, Испании и многих других странах.
В 1979 году стал концертмейстром в ансамбле народных инструментов, основанном Зейнаб Ханларовой, после чего на долгие годы стал его музыкальным руководителем. В течение этих лет он прославлял азербайджанскую музыку и мугам в более, чем в 50-ти зарубежных странах, советских социалистических республиках и регионах Азербайджана. Гастролировал в США, Канаде, Нидерландах, Афганистане, Иордании, Йемене, Тунисе, Дании, Турции, Ираке.
В 1991 году Замиг Алиев вместе с Агаханом Абдуллаевым и Адалятом Везировым начал работать в составе трио мугама имени Зульфи Адигезалова. В 1992 году трио мугама дало концерты в США, Канаде и Иране. 15 дневный визит в Иран через Министерство культуры был продлен ещё на месяц. Следуя этому решению и по настоянию своих музыкантов он дал концерты в Тебризе, Ахаре, Ардебиле и многих других городах. Это трио мугама стало первыми исполнителями, выступившим с концертом в Тебризе после обретения Азербаайджаном независимости. Кроме того, в данные годы он достойно представлял азербайджанскую национальную музыку по всему миру.
С 1992 года Замиг Алиев совместно с Адалятом Везировым аккомпанировал певцам на большинстве государственных мероприятий Азербайджана. В 1993 году вместе с Адалятом Везировым было принято решение представить молодого исполнителя. Это была Симаре Иманова, ныне народная артистка республики. Замиг Алиев предложил министру культуры Поладу Бюльбюль оглы участие Симары Имановой в государственном мероприятии перед общенациональным лидером Гейдаром Алиевым.
Симара Иманова стала первой исполнительницей песен, написанных Замиком Алиевым. Самой популярной из них стала — «Yar Bu gecə». Это трио участвовало в официальных визитах Гейдара Алиева.
Замиг Алиев писал песни на слова многих поэтов, таких как Бахтияр Вагабзаде, Зелимхан Ягуб, Фамиль Мехти, Адиль Муршудоглу, Таги Сидги, Ганира Пашаева, Адиль Бабаев, Вахид Азиз. В 1995 году он участвовал как музыкант в государственных мероприятиях, организованных в Багдаде (Ирак), в связи с 500-летием Мохаммеда Физули.
В 1997 году вместе с Симарой Имановой и Адалятом Везировым получил Гран-при на первом фестивале восточных мелодий в Самарканде. Это трио неоднократно участвовало в крупных фестивалях во Франции, Бельгии, Нидерландах и Южной Корее под названием трио мугама «Восточный соловей».
В 1998 году участвовал в качестве исполнителя на Всемирном конгрессе азербайджанцев в Вашингтоне.
В 1998 году Указом Президента Азербайджанской Республики Замиг Алиев был удостоен звания «Заслуженный артист». 17 сентября 2007 года присвоено звание «Народный артист Азербайджана».
В 2003 году совершил хадж.
С 2005 по 2011 года был автором, ведущим и редактором программ «Qızıl səslər», «İncilər», с 2019 по 2020 «Instrumental aləm» на Lider TV. В 2008 году написал книгу «Гейдар Алиев-85. Закулисные встречи», посвященную 85-летию Гейдара Алиева. К 90-летнему юбилею, книга вышла в более широком формате на азербайджанском, русском и английском языках. Книга была разослана в более чем 50 стран мира.
В 2010 году приказом Министерства культуры и туризма Азербайджана в Международном центре мугама было торжественно отмечено 60-летие З. Алиева и 40-летие его творческой деятельности.

## Педагогическая деятельность
Начал свою педагогическую деятельность с 1998 года. С 2000 года работает на кафедре исполнения народных инструментов Университета искусств старшим преподавателем. Некоторое время работал заведующим кафедрой. С 2005 года — доцент, с 2013 года — профессор. Диплом профессора в 2013 году ему вручил председатель Высший Аттестационной Комиссии Азербайджана Ариф Мехтиев.
В 2005 году награждён министром образования Мисиром Мардановым орденом «Работник высшего образования Азербайджанской Республики».

## Награды
- Заслуженный артист Азербайджана (1998)
- Народный артист Азербайджана (17 сентября 2007)
- Персональная пенсия Президента Азербайджанской Республики (6 мая 2023)[5]